# Andrzej Gawron (polityk)
Andrzej Janusz Gawron (ur. 6 stycznia 1965 w Kochcicach) – polski polityk i przedsiębiorca, poseł na Sejm VIII, IX i X kadencji.

## Życiorys
Z wykształcenia technik elektryk i administratywista, ukończył Technikum Elektryczne w Kaletach. Pracował w Energoserwisie, pod koniec lat 80. należał do komisji zakładowej NSZZ „Solidarność”. Zajął się później prowadzeniem własnej działalności gospodarczej w branży telekomunikacyjnej. W 2020 uzyskał licencjat z administracji na Uniwersytecie Humanistyczno-Przyrodniczym im. Jana Długosza w Częstochowie.
Na początku lat 90. działał w samorządzie gminy Kochanowice. W latach 1998–2002 był radnym powiatu lublinieckiego I kadencji z listy Akcji Wyborczej Solidarność. W 2011 wstąpił do Prawa i Sprawiedliwości, objął kierownictwo lokalnych struktur tej partii. W 2014 bezskutecznie ubiegał się o wybór do sejmiku śląskiego.
W wyborach parlamentarnych w 2015 kandydował do Sejmu z czwartego miejsca na liście PiS w okręgu częstochowskim. Uzyskał mandat posła VIII kadencji, otrzymując 9202 głosy. W wyborach w 2019 z powodzeniem ubiegał się o poselską reelekcję, zdobywając 13 888 głosów. W wyborach w 2023 po raz trzeci z rzędu został wybrany do Sejmu, uzyskując 13 239 głosów.

## Życie prywatne
Syn Józefa i Hildegardy. Żonaty, ma trzech synów. Zamieszkał w Kochanowicach.